# Donne di piacere
Donne di piacere (Dames galantes) è un film del 1990 diretto da Jean Charles Tacchella.

## Trama
Racconta delle cortigiane nel Regno di Francia intorno al 1575 e di un dongiovanni, durante la guerra con gli Ugonotti. È tratto dalle memorie di Pierre de Bourdeille, detto Brantôme.